# Отнесена от духовете
„Отнесена от духовете“ (на японски: 千と千尋の神隠し) е японски анимационен фентъзи филм от 2001 година на режисьора Хаяо Миядзаки. Сценарият, писан от Миядзаки, разказва историята на десетгодишно момиче, което попада в семейството си в паралелен свят, обитаван от духове, магьосници и чудовища.
С приходи от 22,4 милиарда йени „Отнесена от духовете“ се превръща в най-успешния в търговско отношение филм в историята на японското кино дотогава. През 2002 година филмът получава първата награда Оскар за най-добър пълнометражен анимационен филм, както и наградата Златна мечка.

## Синхронен дублаж

### Озвучаващи артисти
Филмът е дублиран нахсинхронно на български език през 2012 г.
| Персонаж                  | Японски език                            | Английски език                    | Български език                                           |
| ------------------------- | --------------------------------------- | --------------------------------- | -------------------------------------------------------- |
| Чихиро/Сен                | Руми Хираги                             | Дейви Чейс                        | Татяна Етимова                                           |
| Хаку/Духът на река Кохаку | Мию Ирино                               | Джейсън Марсдън                   | Иван Велчев                                              |
| Юбаба/Зениба              | Мари Наcуки                             | Сюзън Плешет                      | Латинка Петрова                                          |
| Камаджи                   | Бунта Сугавара                          | Дейвид Огдън Стиърс               | Георги Новаков                                           |
| Лин                       | Юми Тамаи                               | Сюзън Егън                        | Гергана Стоянова                                         |
| Бащата на Чихиро          | Такаши Наито                            | Майкъл Чиклис                     | Стефан Сърчаджиев-Съра                                   |
| Майката на Чихиро         | Йасуко Савагучи                         | Лорън Холи                        | Таня Михайлова                                           |
| Асистент мениджър         | Такехико Оно                            | Джон Раценбергер                  | Георги Стоянов                                           |
| Чичияку                   | Цунехико Камию                          | Пол Айдинг                        | Петър Калчев                                             |
| Бебето                    | Риюносуке Камики                        | Тара Стронг                       | Ася Братанова                                            |
| Духът на репичката        | Такаши Наито                            | Джак Ейнджъл                      | -                                                        |
| Безликия                  | Акио Накамура                           | Боб Бъргън                        | Георги Стоянов                                           |
| Агару                     | Тацуя Гашуин                            | Боб Бъргън                        | Георги Стоянов                                           |
| Допълнителни гласове      | Шигеру Уакита Широ Саито Шинджи Ямагата | Кенди Майло Фил Проктър Джим Уорд | Златина Тасева Явор Караиванов Христо Бонин Живко Станев |

### Екип
| Обработка | Студио 1+1/PRO Films |
| --------- | -------------------- |
| Продуцент | Емил Симеонов        |